# Province d'Ingavi
Ingavi est une province dans le département de La Paz, en Bolivie.
Le 18 novembre 1841, les Boliviens y remportent une victoire sur une armée d'invasion péruvienne.